# NGC 6098
NGC 6098 (другие обозначения — UGC 10299, MCG 3-41-145, ZWG 108.170, VV 192, KCPG 493A, PGC 57634) — эллиптическая галактика (E) в созвездии Геркулес.
Этот объект входит в число перечисленных в оригинальной редакции «Нового общего каталога».